# Geolycosa grandis
Geolycosa grandis este o specie de păianjeni din genul Geolycosa, familia Lycosidae. A fost descrisă pentru prima dată de Banks, 1894. Conform Catalogue of Life specia Geolycosa grandis nu are subspecii cunoscute.